# Представництво України при Палестинській Національній Адміністрації
Представництво України при Палестинській Національній Адміністрації — дипломатична місія України в Палестині, знаходиться в місті Рамалла.

## Завдання представництва
Основне завдання дипломатичного представництва України в Рамаллі представляти інтереси України, сприяти розвиткові політичних, економічних, культурних, наукових та інших зв'язків, а також захищати права та інтереси громадян і юридичних осіб України, які перебувають на території Палестинської автономії.
Дипломатичне представництво сприяє розвиткові міждержавних відносин між Україною і Палестиною на всіх рівнях, з метою забезпечення гармонійного розвитку взаємних відносин, а також співробітництва з питань, що становлять взаємний інтерес.

## Історія дипломатичних відносин
Українська РСР визнала незалежність Держави Палестина 19 листопада 1988 року.
Палестинська Національна Автономія визнала незалежність України 2 січня 1992 року. Дипломатичні відносини між Україною і Палестиною встановлено 2001 року.

## Представники України при ПНА
1. Турчин Ігор Вітамінович — Радник-посланник Відділення Посольства України в Державі Ізраїль при Палестинській Національній Адміністрації, Представник України при Палестинській Національній Адміністрації.
2. Лещенко Микола Олексійович — Радник-посланник відділення Посольства України в Державі Ізраїль при Палестинській Національній Адміністрації. Ємельяненко Олексій Сергійович — другий секретар.